# Piglio
Piglio è un comune italiano di 4 279 abitanti della provincia di Frosinone nel Lazio.

## Geografia fisica

### Territorio
Il paese, 620 m s.l.m., si trova in posizione panoramica su una propaggine del monte Scalambra (1420 m), con il monte Pila Rocca (1.108 m) a meridione, sulla catena montuosa dei monti Ernici, tra le valli dei fiumi Sacco e Aniene.
Il territorio comunale prevalentemente montuoso e collinare, raggiungendo i 1120 m del Colle del Mattone, i 1154 m del monte Retafani, e i 1109 m del monte Pila Rocca.
Dal monte Retafani scende il torrente del fosso Tagliano, che poi scorre ai piedi del paese.

### Clima
Classificazione climatica: zona E, 2330 GR/G

## Storia
Il territorio era abitato da popolazioni erniche e potrebbe forse essere identificato con il Capitulum Hernicum o Hernicorum di cui parla Strabone, collocandolo tra Olibanum (Olevano) e Anagnia (Anagni). La zona fu in seguito conquistata dai Romani e fu sede di diverse ville rustiche di cui si conservano resti ("villa di Mecenate" nella località "Le Fattora", "villa di Sant'Eligio", villa della località "Fontana di Grano").
Con il nome di Castrum Pileum è citato in un documento del 1088 e secondo una leggenda il nome deriverebbe dal pileum, l'elmo romano che sarebbe caduto per un forte vento al condottiero Quinto Fabio Massimo il Temporeggiatore mentre passava nel territorio.

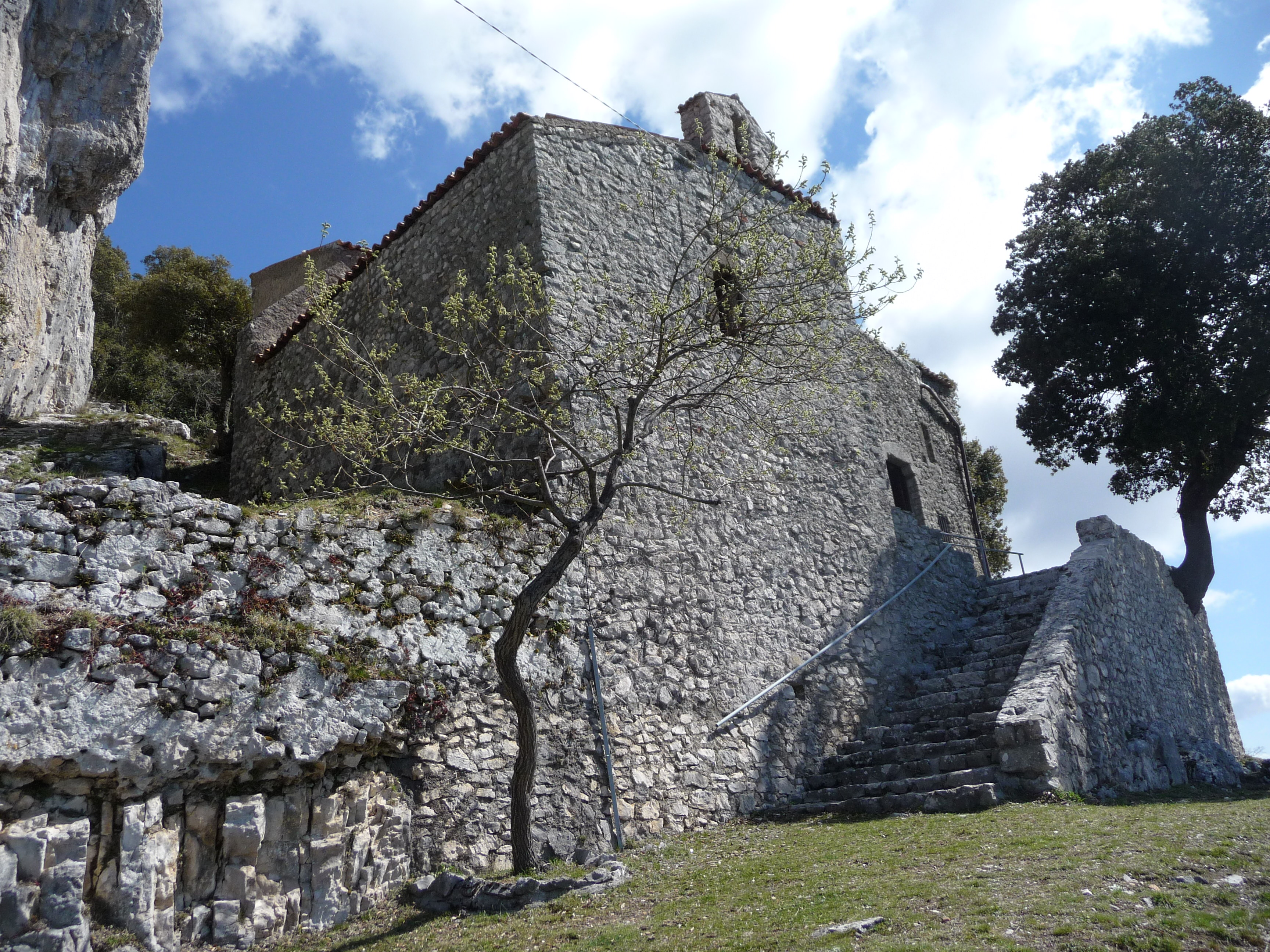
Romitorio di S. Michele sul monte Scalambra (questo santuario oggi si trova nel comune di Serrone, confinante con quello di Piglio)

Nell'XI secolo dipendeva dal vescovo di Anagni e dalla fine del XII secolo fu in possesso prima dei De Pileo (o "Buccaporco"), probabilmente imparentati con i Caetani, e poi dei De Antiochia. Nel 1347 fu preso da Cola di Rienzo e dalla fine del XIV secolo iniziò progressivamente il passaggio del possesso ai Colonna con la totale acquisizione da parte di Odoardo di questa famiglia nel XV secolo, che lo mantennero fino al 1816. Saccheggiato nel 1526 dalle truppe di papa Clemente VII, e dalla metà del XVI secolo era inserito nella provincia di "Campagna e Marittima" dello Stato Pontificio. Nel 1656 la popolazione venne decimata da una pestilenza, che secondo la leggenda fu arrestata dall'immagine della "Madonna delle Rose".
Nel 1799 il paese subì distruzioni ad opera delle truppe francesi. Ritornato allo Stato Pontificio fece parte del "distretto di Tivoli". Nel 1849 vi passò Giuseppe Garibaldi, diretto alla difesa della Repubblica Romana. Dopo la presa di Roma nel 1870 fu annesso al Regno di Italia e fece parte del "mandamento" di Paliano nel "circondario" di Frosinone, che apparteneva alla allora provincia di Roma, unica per il Lazio. Agli inizi del XX secolo fu attraversato dalla ferrovia a scartamento ridotto che metteva in comunicazione Roma e Frosinone. Nel 1926 venne eretto il Municipio e nel 1927 entrò a far parte della provincia di Frosinone. Durante la seconda guerra mondiale e la liberazione dall'occupazione tedesca, fu bombardato dagli Alleati nel 1944, con la distruzione di circa il 30% degli edifici.

### Simboli
Lo stemma del Comune è rappresentato da un'aquila 
posata su un elmo romano sullo sfondo di una collina; il tutto d'oro è incorniciato da un
ornamento ovale, con agli estremi due ramoscelli d'ulivo, con in basso ai lati due scuri 
romane, che finiscono nella parte terminale per incrociarsi con dei grappoli d'uva.
Il gonfalone è un drappo di colore azzurro.

## Monumenti e luoghi d'interesse

### Architetture religiose
Chiesa collegiata di Santa Maria Maggiore
La chiesa collegiata di Santa Maria Maggiore o dell'Assunta, risalente alla fine del XIII secolo fu in gran parte distrutta dai bombardamenti degli alleati anglo-americani del 1944 e ricostruita nel dopoguerra nelle forme originarie baroccheggianti: conserva su un fianco i resti dell'ogiva di un antico portale. Ha tre navate presenta la facciata con un rosone e chiusa da due campanili gemelli. Da maggio a ottobre vi viene conservata la statua della Madonna delle Rose, che viene riportata in processione al suo santuario il 30 ottobre, anniversario della liberazione di Piglio dalla peste.
Santuario della "Madonna delle Rose"
Il santuario della "Madonna delle Rose" o della "Madre Santissima" fu edificato nel XVII secolo intorno all'icona bizantina (un affresco del XIV secolo), a cui si attribuisce il miracolo di aver arrestato la peste del 1656.
Chiesa di San Rocco
La chiesa di San Rocco presenta un affresco quattrocentesco che raffigura la Madonna, san Lorenzo, sant'Antonio abate e altri santi.
Convento di San Lorenzo
Il convento francescano di San Lorenzo venne fondato secondo la leggenda dallo stesso san Francesco in viaggio verso Subiaco, su un terreno donato dal cardinale Giovanni Colonna, vescovo di Sabina nel 1215.
Convento di San Giovanni
Il convento francescano di San Giovanni fu eretto nel 1620 presso una chiesa già nominata come esistente nel XIII secolo, rifatta nel 1632. Chiesa e convento abbandonati in seguito alla soppressione degli ordini religiosi nel 1870 e danneggiati in seguito al terremoto del 1915, furono restaurati nel 1923 e nuovamente distrutti nel 1944 dai bombardamenti. Gli attuali edifici furono ricostruiti in forme moderne tra il 1949 e il 1951.

### Architetture militari
- Castello Colonna.

Lo sperone roccioso è dominato nella parte più alta dal Castello Colonna, le cui origini risalgono probabilmente agli inizi dell'XI secolo. Il castello è suddiviso in una parte alta (Palatium superiore), costruita su una spianata alla sommità della collina e comprendente, secondo le antiche descrizioni, la rocca con una loggia, una cisterna, la piazza d'armi (platea curiae) e il palazzo baronale con salone di rappresentanza. Da qui si scendeva, superando un dislivello di circa 25 m, alla parte bassa (Palatium inferius o Castellutium, con una corte su cui prospettavano camere ornate da pitture. Il castello controllava la strada di accesso agli Altipiani di Arcinazzo.
- Torre del Piano. Costruzione risalente al 1080. Faceva parte delle opere difensive dell’abitato di Moricinus. A base quadrata ha un'altezza di 30 metri circa.

### Architetture civili
Centro storico
Della rocca superiore restano un torrione quadrato e un muro di cinta difeso da torri verso nord, mentre dagli edifici sul lato sud, a due piani si scende nella piazza dell'"Arringo". Attualmente vi è ospitato l'Antiquarium, comunale.
Da esso si scendeva mediante una scala all'"Arringo". La parte bassa, risalente probabilmente agli inizi del XIV secolo si sviluppa attualmente in una costruzione a due piani, con sistemazione esterna dovuta ad un rimaneggiamento ottocentesco e protegge la porta principale di accesso. L'"arco della Fontana" che si apre nella parte inferiore del vecchio castello verso il paese è fiancheggiata da una trifora tardo-romanica.
Il paese ("Borgo") si sviluppa sulla parte restante del rilievo: le case stesse costruite sui margini verso il dirupo ne costituiscono la struttura difensiva. La pianta assume la tipica forma "a fuso", con la via principale ("via Maggiore" e "via dell'Arringo") che ne forma l'asse tra la "porta del Pei" di ingresso al paese e il castello.

### Siti archeologici
- Villa romana risalente al II-I secolo a.C., in località Fontana di Grano.[7]

## Società

### Evoluzione demografica
Abitanti censiti

### Religione
- Chiesa cattolica: fa parte della diocesi di Anagni-Alatri.

### Tradizioni e folclore
- Il 10 agosto si svolge la Festa del patrono san Lorenzo, durante la quale nella cornice del Castello Colonna si osservano le stelle cadenti Calici di Stelle. Piglio è una delle città del vino.
- Il giorno successivo alla Pentecoste e il 31 ottobre si svolge la Festa della Madonna delle Rose, nata come ringraziamento per la fine della peste del 1656.

## Cultura

### Cucina
Nel territorio del comune e in quelli limitrofi si producono vini a DOP la cui produzione risulta regolamentata dal disciplinare Cesanese del Piglio DOCG.

### Eventi
- Nel mese di giugno si svolge una gara Internazionale di ski-roll (dal 2007 è diventata gara di coppa del mondo e nel 2009 alla fine di agosto si svolgeranno i mondiali) di per una lunghezza di km 15 con partenza da Genazzano lungo la strada statale Prenestina SS155, attraversando il comune di Serrone ed infine l'arrivo a Piglio. L'organizzazione è curata dalla locale A.D sci club Madonna del monte Piglio.
- Durante il mese di agosto si svolgono delle manifestazioni raccolte sotto il nome di "Summer Fest" (o agosto Pigliese)

## Economia
L'economia del paese si basa sull'agricoltura e la viticoltura: vi si producono i vini regolamentati dal disciplinare Cesanese del Piglio DOCG.
Di seguito la tabella storica tabella storica elaborata dall'Istat a tema "Unità locali", intesa come numero di imprese attive, ed addetti, intesi come numero di addetti delle imprese locali attive (valori medi annui).
|           | 2015                  |                              |                            |                |                       |                     | 2014                  |                | 2013                  |                |
| --------- | --------------------- | ---------------------------- | -------------------------- | -------------- | --------------------- | ------------------- | --------------------- | -------------- | --------------------- | -------------- |
|           | Numero imprese attive | % Provinciale Imprese attive | % Regionale Imprese attive | Numero addetti | % Provinciale Addetti | % Regionale Addetti | Numero imprese attive | Numero addetti | Numero imprese attive | Numero addetti |
| Piglio    | 200                   | 0,6%                         | 0,04%                      | 383            | 0,36%                 | 0,01%               | 211                   | 376            | 214                   | 390            |
| Frosinone | 33 605                |                              | 7,38%                      | 106 578        |                       | 6,92%               | 34 015                | 107 546        | 35 081                | 111 529        |
| Lazio     | 455 591               |                              |                            | 1 539 359      |                       |                     | 457 686               | 1 510 459      | 464 094               | 1 525 471      |

Nel 2015 le 200 imprese operanti nel territorio comunale, che rappresentavano lo 0,6% del totale provinciale (33 605 imprese attive), hanno occupato 383 addetti, lo 0,36% del dato provinciale; in media, ogni impresa nel 2015 ha occupato poco meno di due addetti (1,92).

## Infrastrutture e trasporti

### Strade
Piglio, tramite la strada regionale 155 di Fiuggi (SR 155), già strada statale, è collegato ad Acuto e Serrone.

## Amministrazione
Nel 1927, a seguito del riordino delle circoscrizioni provinciali stabilito dal regio decreto n. 1 del 2 gennaio 1927, per volontà del governo fascista, quando venne istituita la provincia di Frosinone, Piglio passò dalla provincia di Roma a quella di Frosinone.

### Altre informazioni amministrative
- Fa parte della Comunità montana Monti Ernici